# (552708) Ödmangovender
(552708) Ödmangovender (2010 NU119; 2012 DQ116) ist ein Asteroid des mittleren Hauptgürtels, der am 17. Oktober 2006 vom belgischen Astronomen Peter De Cat am Königlichen Meteorologischen Institut von Belgien in Uccle/Ukkel entdeckt wurde.

## Benennung
(552708) Ödmangovender wurde am 16. Januar 2023 nach der Schweizer Physikerin und Astronomin Carolina Johanna Ödman-Govender (1974–2022) benannt. Carolina Johanna Ödman-Govender war Professorin für Astrophysik an der Universität des Westkaps in Kapstadt, Südafrika. Sie leistete einen entscheidenden Beitrag für die Wissenschaftskommunikation und die Stärkung der Astronomie in Afrika. Von der Internationalen Astronomischen Union wurde ihr Lebenswerk mit einem Preis gewürdigt.